# Bibliografia lui Jules Verne

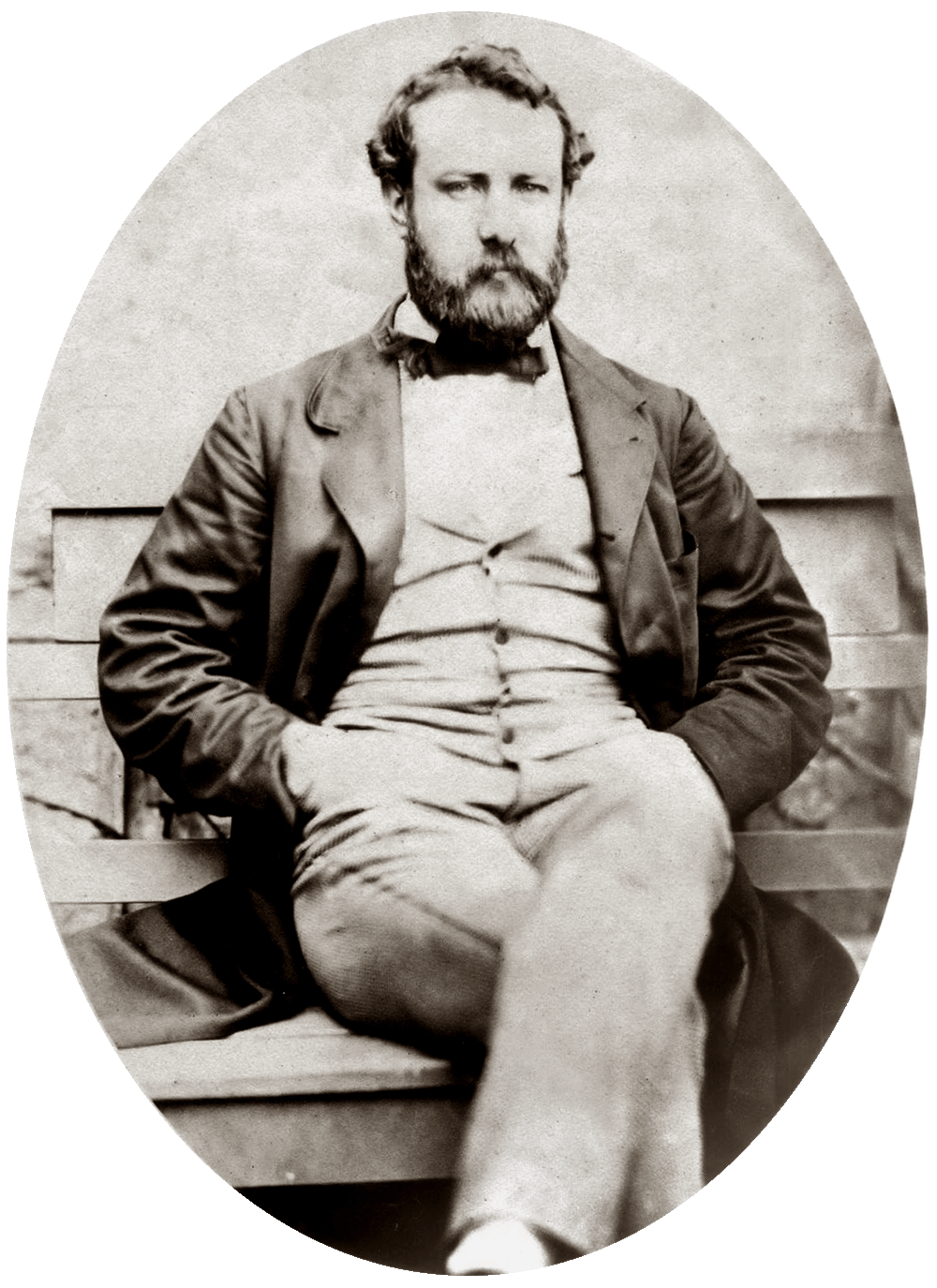
Jules Verne în 1856.

## Romane și povestiri publicate în timpul vieții autorului
Aceste texte constituie esența Călătoriilor extraordinare care l-au făcut renumit pe Jules Verne.
1. Cinq semaines en ballon (1863) - ro. Cinci săptămâni în balon
2. Voyage au centre de la Terre (1864) - ro. O călătorie spre centrul Pământului
3. Le Comte de Chanteleine (1864) - publicat doar în foileton; prima apariție în volum în 1971 - netradus în românește (Contele de Chanteleine)
4. De la Terre à la Lune (1865) - De la Pământ la Lună
5. Les Aventures du capitaine Hatteras (1867) - publicat în două părți: Les Anglais au Pôle Nord (1866) și Le désert de glace (1866) - ro. Căpitanul Hatteras
6. Les Enfants du capitaine Grant (1868) - publicat în trei părți: L’Amérique du Sud (1866), L’Australie (1866) și L’Océan Pacifique (1867) - ro. Copiii căpitanului Grant
7. Vingt mille lieues sous les mers (1870) - publicat în două părți (1869 și 1870) - ro. Douăzeci de mii de leghe sub mări
8. Autour de la Lune (1870) - ro. În jurul Lunii
9. Une ville flottante (1871) - ro. Un oraș plutitor
10. Les Forceurs de blocus (1871) - publicat în continuarea romanului anterior * ro. Spărgătorii blocadei
11. Une fantaisie du docteur Ox (1872) - reeditată în culegerea Doctorul Ox (1874) - ro. O fantezie a doctorului Ox
12. Aventures de trois Russes et de trois Anglais dans l'Afrique australe (1872) - ro. Aventurile a trei ruși și trei englezi în Africa Australă
13. Le Tour du monde en quatre-vingts jours (1873) - ro. Ocolul Pământului în 80 de zile
14. Le Pays des fourrures (1873) - ro. Ținutul blănurilor
15. L'Île mystérieuse (1874-1875) - publicat în trei părți: Les naufragés de l’air (1874), L’Abandonné (1875) și Le secret de l’île (1875) - ro. Insula misterioasă
16. Le Chancellor (1875) - ro. Cancelarul
17. Michel Strogoff (1876) - ro. Mihail Strogoff
18. Hector Servadac (1877) - ro. Hector Servadac
19. Les Indes noires (1877) - ro. Indiile negre
20. Un capitaine de quinze ans (1878) - ro. Căpitan la cincisprezece ani
21. Les Cinq Cents Millions de la Bégum (1879) - ro. Cele 500 de milioane ale Begumei
22. Les Tribulations d'un Chinois en Chine (1879) - ro. Aventurile unui chinez în China
23. La Maison à vapeur (1880) - ro. Casa cu aburi
24. Dix heures en chasse (1881) - publicată în continuarea romanului Raza verde (1882) - ro. Zece ore de vânătoare
25. La Jangada (1881) - ro. 800 de leghe pe Amazon
26. L'École des Robinsons (1882) - ro. Școala Robinsonilor
27. Le Rayon vert (1882) - ro. Raza verde
28. Kéraban-le-Têtu (1883) - ro. Kéraban Încăpățânatul
29. L'Étoile du sud (1884) - ro. Steaua Sudului
30. L'Archipel en feu (1884) - ro. Arhipelagul în flăcări
31. Frritt-Flacc (1884) - publicată în continuarea romanului Un bilet de loterie (1886) - tradusă, nepublicată în românește (Frritt-Flacc)
32. Mathias Sandorf (1885) - ro. Mathias Sandorf
33. Robur le Conquérant (1886) - ro. Robur Cuceritorul
34. Un billet de loterie (1886) - ro. Un bilet de loterie
35. Nord contre Sud (1887) - ro. Nord contra Sud
36. Le Chemin de France (1887) - ro. Drumul Franței
37. Gil Braltar (1887) - publicată în continuarea romanului anterior - ro. Gil Braltar
38. Deux ans de vacances (1888) - ro. Doi ani de vacanță
39. Famille-sans-nom (1889) - ro. Familia fără nume
40. Sans dessus dessous (1889) - ro. Întâmplări neobișnuite
41. César Cascabel (1890) - ro. César Cascabel
42. Mistress Branican (1891) - ro. Doamna Branican
43. Le Château des Carpathes (1892) - ro. Castelul din Carpați
44. Claudius Bombarnac (1892) - ro. Claudius Bombarnac
45. P'tit-Bonhomme (1893) - republicat și sub titlul Fils d’Irlande - ro. Prichindel
46. Mirifiques Aventures de maître Antifer (1894) - ro. Uimitoarele peripeții ale jupânului Antifer
47. L'Île à hélice (1895) - ro. Insula cu elice
48. Face au drapeau (1896) - ro. În fața steagului
49. Clovis Dardentor (1896) - ro. Clovis Dardentor
50. Le Sphinx des glaces (1897) - ro. Sfinxul ghețarilor
51. Le Superbe Orénoque (1898) - ro. Minunatul Orinoco
52. Le Volcan d'or (1899) - ro. Vulcanul de aur
53. Le Testament d'un excentrique (1899) - ro. Testamentul unui excentric
54. Seconde patrie (1900) - netradus în românește (A doua patrie)
55. Le Village aérien (1901) - publicat și sub titlul La Grande Forêt - ro. Satul aerian
56. Les Histoires de Jean-Marie Cabidoulin (1901) - publicat și sub titlul Le serpent de mer - ro. Închipuirile lui Jean-Marie Cabidoulin
57. Les Frères Kip (1902) - ro. Frații Kip
58. Bourses de voyage (1903) - ro. Burse de călătorie
59. Un drame en Livonie (1904) - ro. O tragedie în Livonia
60. Maître du Monde (1904) - ro. Stăpânul lumii
61. L'Invasion de la mer (1905) - ro. Invazia mării

## Romane și povestiri postume
La moartea lui Jules Verne, survenită în 1905, s-au descoperit mai multe manuscrise aflate în lucru sau finalizate (dar necorectate de Verne), al căror rol era de a asigura ritmul de două volume pe an cerut de editor. Marea parte a acestor romane și povestiri a fost remaniată de fiul autorului, Michel Verne, înainte de a fi publicate. Versiunile originale, care nu au mai apucat să fie corectate de Jules Verne înaintea decesului, au fost publicate abia peste câteva decenii. Data indicată între paranteze este cea a redactării textelor.
- La Journée d'un journaliste américain en 2889 (1891) - publicată în 1910 în Ieri și mâine - ro. În secolul XXIX. O zi din viața unui ziarist american în anul 2889
- Aventures de la famille Raton (1891) - publicată în 1910 în Ieri și mâine - ro. Aventurile familiei Raton
- Monsieur Ré-Dièze et Mademoiselle Mi-Bémol (1893) - publicată în 1910 în Ieri și mâine - ro. Domnul Re-Diez și domnișoara Mi-Bemol
- Le Beau Danube jaune (1896) - publicat în 1908 cu titlul Le Pilote du Danube și în 1988 în versiunea originală - ro. Pilotul de pe Dunăre
- En Magellanie (1897) - publicat în 1909 cu titlul Les Naufragés du "Jonathan" și în 1987 în versiunea originală - ro. Naufragiații de pe Jonathan
- Le Volcan d'or (1900) - publicat în 1906 în versiunea remaniată și în 1989 în cea originală - ro. Vulcanul de aur
- Le Secret de Wilhelm Storitz (1901) - publicat în 1910 în versiunea remaniată și în 1985 în cea originală - ro. Secretul lui Wilhelm Storitz
- La Chasse au météore (1901) - publicat în 1908 în versiunea remaniată și în 1986 în cea originală - ro. Goana după meteor
- Le Phare du bout du monde (1903) - publicat în 1905 în versiunea remaniată și în 1999 în cea originală - ro. Farul de la capătul lumii
- Voyage d'étude (1904) - neterminat, utilizat de Michel Verne ca sursă de inspirație pentru Uimitoarea aventură a misiunii Barsac, publicat pentru prima dată în 1993 în San Carlos et autres récits
- Edom (1905) - publicată în 1910 în Ieri și mâine sub titlul L'Éternel Adam și în 1986 în versiunea originală, în continuarea Goanei după meteor - ro. Eternul Adam
- Une ville saharienne (1905) - schiță de roman utilizată de Michel Verne ca sursă de inspirație pentru L'Étonnante Aventure de la mission Barsac

## Culegeri de povestiri
- Le Docteur Ox (1874) - cuprinde: Une fantaisie du docteur Ox, Maître Zacharius ou l'horloger qui avait perdu son âme, Un drame dans les airs, Un hivernage dans les glaces și Quarantième ascension française au mont Blanc (ultimul text, aparținându-i lui Paul Verne, a fost eliminat din edițiile uterioare) - ro. Doctorul Ox
- Hier et demain (1910) - cuprinde: Aventures de la famille Raton, Monsieur Ré-Dièze et Mademoiselle Mi-Bémol, La Destinée de Jean Morénas, Le Humbug, Au XXIXe siècle: La journée d’un journaliste américain en 2889 și L'Éternel Adam - netradusă în românește (Ieri și mâine)
- Al treilea volum din Manuscrits nantais (1991) este o operă cu tiraj limitat care include povestiri inedite: Un prêtre en 1839, Jédédias Jamet, Le siège de Rome, Le Mariage de M. Anselme des Tilleuls, San Carlos, Pierre-Jean și L'Oncle Robinson
- San Carlos et autres récits (1993) - conține: Pierre-Jean, Le mariage de M. Anselme des Tilleuls, Le siège de Rome, San Carlos, Jédédias Jamet și Voyage d'études

## Opere de tinerețe
Acestea sunt romane și povestiri care anticipează Călătoriile extraordinare.
- Un prêtre en 1839 (1846) - publicată pentru prima dată în 1991 în Manuscrits nantais
- Jédédias Jamet ou l’histoire d’une succession (1847) - publicată pentru prima dată în 1991 în Manuscrits nantais
- Pierre-Jean - povestire nedatată remaniată de Michel Verne în La Destinée de Jean Morénas și publicată în 1910  Ieri și mâine, versiunea originală fiind publicată în 1991 în Manuscrits nantais - netradusă în românește (Destinul lui Jean Morénas)
- Un drame au Mexique (1851) - publicată în 1876 în continuarea romanului Michel Strogoff, cunoscută și sub numele Les premiers navires de la marine mexicaine - ro. O dramă în Mexic
- Un drame dans les airs (1851) - publicată în 1874 în Doctorul Ox și republicată în 1888 în La Science illustrée[1] - ro. O dramă în văzduh
- Martin Paz (1852) - publicată în 1875 în continuarea romanului Cancelarul - ro. Martin Paz
- Maître Zacharius ou l'horloger qui avait perdu son âme (1854) - publicată în 1874 în Doctorul Ox - ro. Maestrul Zacharius sau ceasornicarul care și-a pierdut sufletul
- Un hivernage dans les glaces (1855) - publicată în 1874 în Doctorul Ox - ro. O iarnă printre ghețari
- Voyage en Angleterre et en Écosse (1859) - publicat pentru prima oară în 1989 sub titlul Voyage à reculons en Angleterre et en Écosse - ro. Călătorie în Anglia și în Scoția
- Joyeuses misères de trois voyageurs en Scandinavie (1861) - neterminată, singurul fragment rămas fiind publicat pentru prima dată în 2003
- L'Oncle Robinson (1861) - neterminat, publicat pentru prima dată în 1991 în Manuscrits nantais
- Paris au XXe siècle (1861) - publicat pentru prima oară în 1994 - ro. Parisul în secolul XX
- Le Humbug (cca. 1867) - povestire remaniată de Michel Verne și publicată în 1910 în Ieri și mâine - ro. Escrocheria

## Piese de teatru
Jules Verne a fost atras inițial de lumea teatrului, dar nu a cunoscut decât un succes mediocru în acest domeniu. Mai multe dintre piesele sale au fost scrise în colaborare. Data indicată este cea a premierei, în afara situațiilor în care apar alte indicații.
- Les Pailles rompues (1850)
- Les Châteaux en Californie sau Pierre qui roule n’amasse pas mousse (1852)
- Monna Lisa (1852) - în colaborare cu Michel Carré, publicată pentru prima dată în 1974
- Le Colin-maillard (1853) - în colaborare cu Michel Carré
- Les Compagnons de la Marjolaine (1855) - în colaborare cu Michel Carré
- Monsieur de Chimpanzé (1858)
- L'Auberge des Ardennes (1860) - în colaborare cu Michel Carré
- Onze jours de siège (1861) - în colaborare cu Charles Wallut
- Un neveu d’Amérique ou les deux Frontignac (1873) - în colaborare cu Charles Wallut, remaniată de Édouard Cadol
- Le Tour du monde en quatre-vingts jours (1874) - în colaborare cu Edouard Cadol și Adolphe d'Ennery
- Les enfants du Capitaine Grant (1878) - în colaborare cu Adolphe d’Ennery
- Michel Strogoff (1880) - în colaborare cu d’Ennery
- Les Voyages au théâtre (1881) - antologie care grupează cele trei piese anterioare
- Voyage à travers l'Impossible (1882) - în colaborare cu Adolphe d’Ennery
- Kéraban-le-Têtu (1883)
- Manuscrits nantais, Vol. 1 (1991) - operă tiraj limitat conținând piese de teatru inedite și care nu au fost puse în scenă: Don Galaor (schiță, 1849), Le Coq de bruyère (1849), On a souvent besoin d'un plus petit que soi (schiță, 1849), Abd'Allah (1849), Le Pôle Nord (1872, în colaborare cu Édouard Cadol), Une promenade en mer (1851), Le Quart d'heure de Rabelais (1847), La Mille et deuxième nuit (1850), La Guimard (1853), La Tour de Montlhéry (1852) [2], Les Sabines (1867, neterminată, în colaborare cu Charles Wallut) și un fragment fără titlu datând din 1874
- Manuscrits nantais, Vol. 2, (1991) - operă cu tiraj limitat conținând piese inedite și care nu au fost puse în scenă: Alexandre VI (1847), La Conspiration des poudres (1848), Un drame sous Louis XV (1849), Quiridine et Quidinerit (1850), De Charybde en Scylla (1851), Les Heureux du jour (1856), Guerre aux tyrans (1854) și Au bord de l'Adour (1855) [3].
- Un fils adoptif (1853) - în colaborare cu Charles Wallut

## Eseuri și opere istorice
- Salon de 1857 (1857)
- Edgard Poe et ses œuvres (1864)
- Géographie illustrée de la France et de ses colonies  (1866) - în colaborare cu Théophile-Sébastien Lavallée
- Découverte de la terre : Histoire générale des grands voyages et des grands voyageurs - publicat în patru volume, ultimele trei în colaborare cu Gabriel Marcel - ro. Istoria marilor descoperiri
  - Volume 1 (1870)
  - Volume 2 (1878)
  - Volume 3 - Les grands navigateurs du XVIIIe siècle (1879)
  - Volume 4 - Les voyageurs du XIXe siècle (1880)
- La conquête économique et scientifique du globe (1888) - în colaborare cu Gabriel Marcel, neterminat și nepublicat
- Souvenirs d'enfance et de jeunesse (1890)

## Altele
- À propos du Géant (1863)
- Une ville idéale (1875) - publicată pentru prima dată în 1973 în tiraj limitat - ro. Un oraș ideal
- Les Révoltés de la Bounty (1879) - text de Gabriel Marcel revizuit der Jules Verne și publicat în continuarea romanului Cele 500 de milioane ale Begumei - netradusă în românește (Răsculații de pe Bounty)
- L'Épave du Cynthia (1886) - scris de André Laurie în colaborare cu Jules Verne - netradus în românește (Epava "Cynthiei")
- L'Agence Thompson and Co. (1907) - scris de Michel Verne, dar publicat sub numele lui Jules Verne - ro. Agenția Thompson and Co.
- L'Étonnante Aventure de la mission Barsac (1919) - scris de Michel Verne pornind de la Voyage d’études și Une ville saharienne și publicat sub numele lui Jules Verne - ro. Uimitoarea aventură a misiunii Barsac

## Poezii și cântece
Până în prezent au fost inventariate 184 de poezii și cântece aparținându-i lui Jules Verne. Majoritatea cântecelor au apărut în colecțiile muzicale ale luiAristide Hignard: Rimes et Mélodies. Un mare număr de poezii provine din două caiete de poezii în manuscris, publicate ulterior.
- (1842) A ma chère mère.
- (1847) Hésitation. A une jeune personne à la noble tournure, aux yeux grands et noirs.
- (1847) Paraphrase du Psaume 129.
- (1847) Damoiselle et damoiseau. Ballade.
- (1847) Acrostiche.
- (1847) J'ai donc mal entendu....
- (1847) Le cancan. Sonnet.
- (1847) L'attente du simoun. Ballade.
- (1847) Jupiter et Léda.
- (1847) La vapeur. Sonnet.
- (1847) L'Oméopathie [sic]. Sonnet.
- (1847) La fille de l'air. A Herminie.
- (1847) L'attente. Villanelle - reluată în diferite versiuni: La douce attente. Villanelle și Monna Lisa.
- (1847) Ma douce amante, pourquoi... A une demoiselle que j'aime, et qui fait tout ce qu'elle peut pour ne pas le savoir!.
- (1847) Le silence dans une église. Sonnet.
- (1847) La sixième ville de France. Sonnet.
- (1847) Plutus Premier,roi de France. Sonnet.
- (1847) Ton esprit qui désarme....
- (1847) Rondeau redoublé.
- (1847) Naissance de la corruption.
- (1847) Le cabinet du 29 octobre. Chanson.
- (1847) Tu dis que mon amour..., A Herminie, à mettre dans un billet doux.
- (1847) Je te vois tout en larmes...
- (1847) Quel aveugle!.
- (1847) À la potence! Rondeau.
- (1847) Affaire Praslin. Sonnet.
- (1847) Un vieil habit! Chanson.
- (1847) Lay.
- (1847) Le monde n'est qu'un grand billard.
- (1847) Chanson de gabiers. Parue sous le titre Les gabiers. Chanson maritime - muzica de Aristide Hignard.
- (1847) Le pouvoir maintenant regrette....
- (1847) L'orpheline au couvent.
- (1847) Le chien fidèle aboie....
- (1847) La Mort. Sonnet.
- (1847) Le Koran.
- (1847) On voit dans le Koran... Sonnet.
- (1847) Chatterton. Elégie.
- (1847) L'hôpital. Sonnet.
- (1847) La lune. Sonnet.
- (1847) L'adieu à une dame. Sonnet.
- (1847) Herminie!... Sonnet.
- (1847) Le Jeudi saint à Ténèbres.
- (1847) Madame C...!.
- (1847) Monsieur a beaucoup d'enfants....
- (1847) La nuit.
- (1847) A l'hôpital. Rondeau.
- (1847) O toi que mon amour....
- (1847) Tempête et calme.
- (1847) Le génie. Sonnet.
- (1847) Parodie.
- (1847) Chanson d'argot.
- (1847) Quel cerveau... - ultimul text din primul caiet de poezii.
- (1848) Douleur.
- (1848) L'amour et l'amitié....
- (1848) Pour une mère....
- (1848) Le superbe cortège....
- (1848) Chant des barricades.
- (1848) Lorsque la douce nuit....
- (1848) La nuit à cet instant....
- (1848) Mon Dieu, puisque la nuit....
- (1848) Conseils à un ami. Sonnet.
- (1848) La cloche du soir, d'après un tableau allemand. Sonnet.
- (1848) Existe-t-il sur terre....
- (1848) Sonnet d'après Kerner.
- (1848) Connaissez-vous mon andalouse....
- (1848) En l'âme, il est souvent....
- (1848) O toi, dont les regards... - în scrisoarea către mama sa din 30 iulie 1848.
- (1848) J'aime ces doux oiseaux....
- (1848) Lorsque l'hiver arrive....
- (1848) Voyageur fatigué....
- 1848 Compliments, daté.
- (1849) Avec ce punch... Chanson.
- (1849) A ma sœur, le jour de sa première communion.
- (1849) Au Général Cambronne.
- (1849) La jeune fille. Sonnet.
- (1849) Bonheur domestique. Sonnet.
- (1849) Quand par le dur hiver... Sonnet.
- (1849) La vie est une fleur... Sonnet.
- (1849) Vous êtes jeune et belle... Sonnet.
- (1849) Catinetta mia, je vous dis... Sonnet.
- (1849) Comme la jeune vigne....
- (1849) La vie. Dernier poème de jeunesse.
- (1850). Două dedicații versificate către Alexandre Dumas fiul și Charles Maisonneuve, pentru reprezentațiile piesei de teatru Pailles rompues.
- (1853). Optsprezece catrene pentru o sărbătoare de familie. *Marie Tronson. *Prudent Allotte. *Mme Allotte de la Fuÿe. *Francis Tronson. *Mme Lise Tronson. *Hilaire Tronson. *Pierre Verne. *Sophie Verne. *Jules Verne. *Paul Verne. *Anna Verne. *Mathilde Verne. *Marie Verne. *Mme Nanine de la Championnière. *Pierre de la Championnière. *Elodie Bourgoin. *Pauline Bourgoin. *Gabrielle de la Peyrière.
- (1853) La douleur de Genevois. 7ème Orientale de M. Victor Hugo, revue, corrigée et augmentée.
- (1854 )A ma chère et petite sœur, le jour de sa première communion.
- (1855) Parmi les astres purs... - sonet scris pentru Marie Verne.
- (1855) Lettre en vers à son père de mars 1855.
- (1855) En avant les zouaves!!! Chanson guerrière - muzica de Alfred Dufresne.
- (1856) Daphné. Mélodie - muzica de Aristide Hignard.
- (1856) Tout simplement. Rondeau - muzica de Aristide Hignard - reluată parțial într-o variantă diferită în Hector Servadac.
- (1856) Les bras d'une mère. Berceuse - muzica de Aristide Hignard.
- (1856) Les deux troupeaux. Eglogue - muzica de Aristide Hignard.
- (1856) Notre étoile - muzica de Aristide Hignard.
- (1856) Chanson scandinave - muzica de Aristide Hignard - reluată și dezvoltată în Ținutul blănurilor.
- (1856) Chanson turque - muzica de Aristide Hignard.
- (1860 )Mathilde, écoute-moi... - poezie compusă pentru căsătoria Mathildei Verne.
- (1860) Souvenirs d'Ecosse - muzica de Aristide Hignard - reluată într-o variantă diferită în Indiile negre.
- (1860) Au printemps. Romance - muzica de Aristide Hignard.
- (1861) Mesdames et Messieurs... - poezie compusă pentru căsătoria Mariei Verne.
- (1862) La Tankadère. Chanson chinoise - muzica de Aristide Hignard - reluată într-o variantă diferită în Aventurile unui chinez în China.
- (1868) Un nid au soleil levant... - inserată într-o scrisoare către Hetzel din 11 februarie 1868.
- (1870) Les clairons de l'armée. Chœur - muzica de Aristide Hignard.
- (1875) Le corail luit... - cântec țigănesc din manuscrisul romanului Mihail Strogoff.
- (1884) Lorsque vibre la chanson... - în Mathias Sandorf.
- (1884) Au marquis Gravina. Rome.

În 1886, consemnat la pat în urma atentatului nepotului său Gaston, Jules Verne începe din nou să scrie versuri, compunând triolete despre persoanele din Amiens. O primă serie conține nouăsprezece triolete:
- Dutilloy. *Frédéric Petit. *Beguory. *Edouard Gand. *Au docteur Lenoël. *Au docteur Peulevé. *Au docteur Froment. *Au docteur Boussavit. *Gédéon. *Laurent. *Roger. *Julien. *Mme Devailly. *de Jancigny. *Juge de paix Decaïeu. *A Alexandre Dumas fils. *Michel Viver. *Président Dauphin. *Au président Obry.
- (1886) À la morphine. Sonnet.
- (1886) John Playne - reluată într-o variantă diferită în Prichindel.
- (1886) Le coq.
- (1886) Nox - neterminată.
- (1888) Feu Follet - reluată într-o variantă diferită în Familia fără nume.
- (1888) Pour modifier notre patraque - în Întâmplări neobișnuite.

Apoi, treizeci și trei de alte triolete între 1890 și 1895:
| - Mère Obry. - Caron. - Président Daussy. - Directeur Hequet. - Conseiller Feutry. - Sibut. - Labbé. - Procureur Melcot. - Colonna. - Denis Galet. - Eugène Gallet. | - auguste Devailly. - Decaix. - Feragu le conservateur. - Bijou. - Cozette Honoré-Florimond. - Catelain. - Pouche. - Ricquier. - Préfet Allain-Targé. - Pourcelle. - Sous-préfet Morin. | - Adéodat. - Maître Dubois. - Boudon. - Président Hatté. - Puisard. - Abbé Froideval. - Président Levasseur. - Quille et Machu. - Sous-préfet Morin (2). - Juge d'instruction Thorel. - Fiquet. |

- (1854?) Lamentations d'un poil de cul de femme - atribuită lui Jules Verne în Le Nouveau Parnasse satirique du XIXe siècle. Bruxelles.